# ゴル航空1907便墜落事故
ゴル航空1907便墜落事故（Voo Gol 1907）は、2006年9月29日にブラジルで発生した航空事故（空中衝突事故）である。
同国の国内線として運航されていたボーイング737-800とエンブラエル・レガシー600 がブラジル内陸部で空中衝突を起こした。エンブラエル機は墜落を免れたが、ボーイング737型機は左翼を大きく損傷し機体制御を失ったまま空中分解して墜落、乗員乗客154名全員が死亡した。この事故は、ボーイング737NGシリーズ初の全損事故となった。

## 航空機と乗務員

### ゴル航空1907便の機体と乗務員
- 当日のゴル航空1907便
  - 機体：ボーイング737-800
  - 機長：44歳 男性
  - 副操縦士：29歳 男性
  - 客室乗務員 4人
  - 乗客 148人
- 飛行経路
  - 出発地 エドゥアルド・ゴメス国際空港（マナウス）
  - 経由地 プレジデント・ジュセリノ・クビシェッキ国際空港（ブラジリア）
  - 目的地 アントニオ・カルロス・ジョビン国際空港（リオデジャネイロ）

機長はゴル航空でボーイング737の飛行教官を務め、飛行時間はボーイング737型機で13,521時間、総飛行時間は15,498時間であった。副操縦士は、ボーイング737型機で3,081時間、総飛行時間は3,981時間であった。
乗客は、ドイツ人とポルトガル人が各1人いたほかは全てブラジル人であった。
1907便として使用されていた機体は、この事故の18日前の9月12日に引き渡された新造機で、引渡しから234時間後の事故であった。

### エンブラエル機の機体と乗務員
- エクセルエア回送便（工場からの受領飛行）
  - 機体：エンブラエル・レガシー600
  - 機長：42歳 男性
  - 副操縦士：34歳 男性
  - 乗客 5人
- 飛行経路
  - 出発地 プロフェッサー・ウルバーノ・エルネスト・スタンフ空港（サン・ジョゼ・ドス・カンポス）
  - 目的地 エドゥアルド・ゴメス国際空港

当該エンブラエル・レガシー600機は、サンパウロにあるエンブラエルの工場からの受領飛行を行っており、所属はアメリカ合衆国のエクセルエアである。
- 機長は20年以上商業パイロットをしており、総飛行時間は9,388時間であったが、レガシー600の飛行時間は5.5時間だった。
- 副操縦士は10年間商業パイロットをしており、エンブラエル機の機長として飛んだ371時間を含むと、6,400時間を超える総飛行時間を持っていた。

2人ともアメリカン航空およびアメリカン・イーグル航空に務めており、双発ジェット機の操縦経験は豊富だった。乗客は5人で、エクセルエアの幹部2人、エンブラエルの従業員2人と、ニューヨーク・タイムズのジョー・シャーキー記者であった。

## 空中衝突

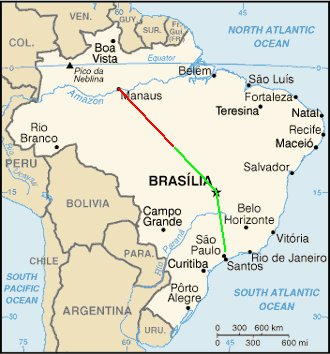
2機のおよその飛行経路（赤の線がゴル機の経路、緑の線がエンブラエル機の経路）

2006年9月29日、ゴル航空1907便（以下ゴル機と表記）はアマゾン川流域にあるマナウスのエドゥアルド・ゴメス国際空港から、首都ブラジリアのプレジデント・ジュセリノ・クビシェッキ国際空港を経由し、リオデジャネイロのアントニオ・カルロス・ジョビン国際空港に向かう予定であった。1907便は乗員乗客154人を乗せて現地時間の午後2時36分に離陸し、ATCに従って巡航高度である37,000フィート (11,000 m)を飛行していた。

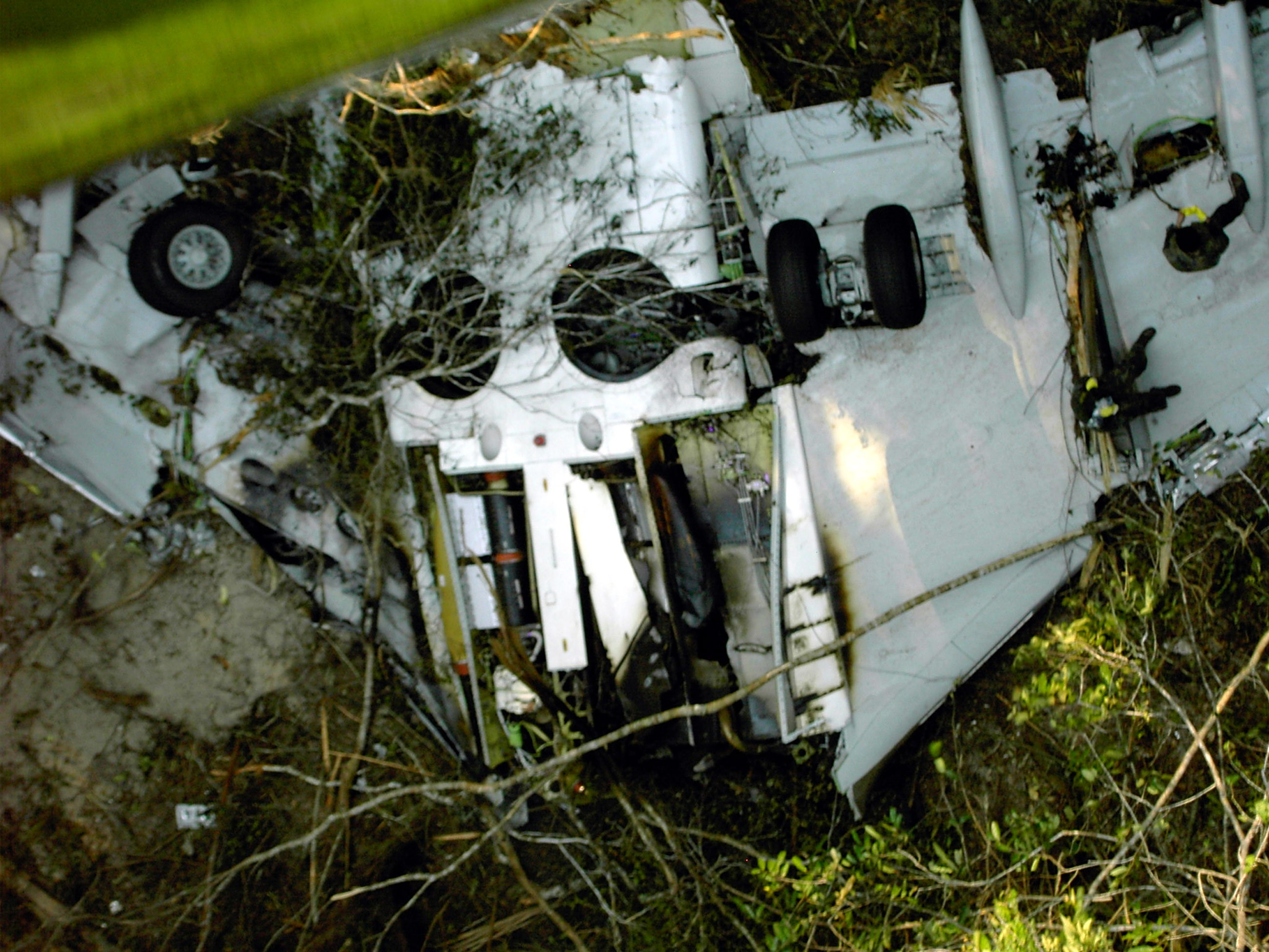
墜落したゴル航空機の機体残骸（写真は胴体中央部・主翼の付け根）

一方エンブラエル・レガシー600（以下エンブラエル機）は、乗員2人と乗客5人の計7人を乗せて、エドゥアルド・ゴメス国際空港に向かっていた。エンブラエル機はその後、ブラジルを出てアメリカに向かう予定だった。
エンブラエル機はフライトプランに従って高度37,000フィートまで上昇し、ATCと通信を行っていた。しかし、なかなか通信ができず、周波数を変えて何度もコールしてようやく通信に成功した。
しかし、「周波数を変更してほしい」という通信の途中から音質が悪くなり、肝心の周波数の部分が聞き取れなかった。通信を担当していた副操縦士が聞き返したが応答はなかった。その後エンブラエル機は高度を変更することもなく、同高度で飛行を続けた。
BRT（ブラジリア時間）05時00分ごろ、2機はブラジリアとマナウスの中間付近の高度37,000フィート（11,000メートル）で、エンブラエル機のウィングレットがゴル機左翼を半分に切断するようにして空中衝突した。エンブラエル機の損傷はウィングレットと尾翼のみで軽微なものだったが、ゴル機は左翼の半分近くを失って錐揉み状態で急降下を始めた。パイロットは必死に機体制御を取り戻そうとしたが、設計限界を大きく超える力が加わったことにより高度100メートル付近で空中分解し、密林に墜落した。

## エンブラエル機のパイロットの勾留・裁判

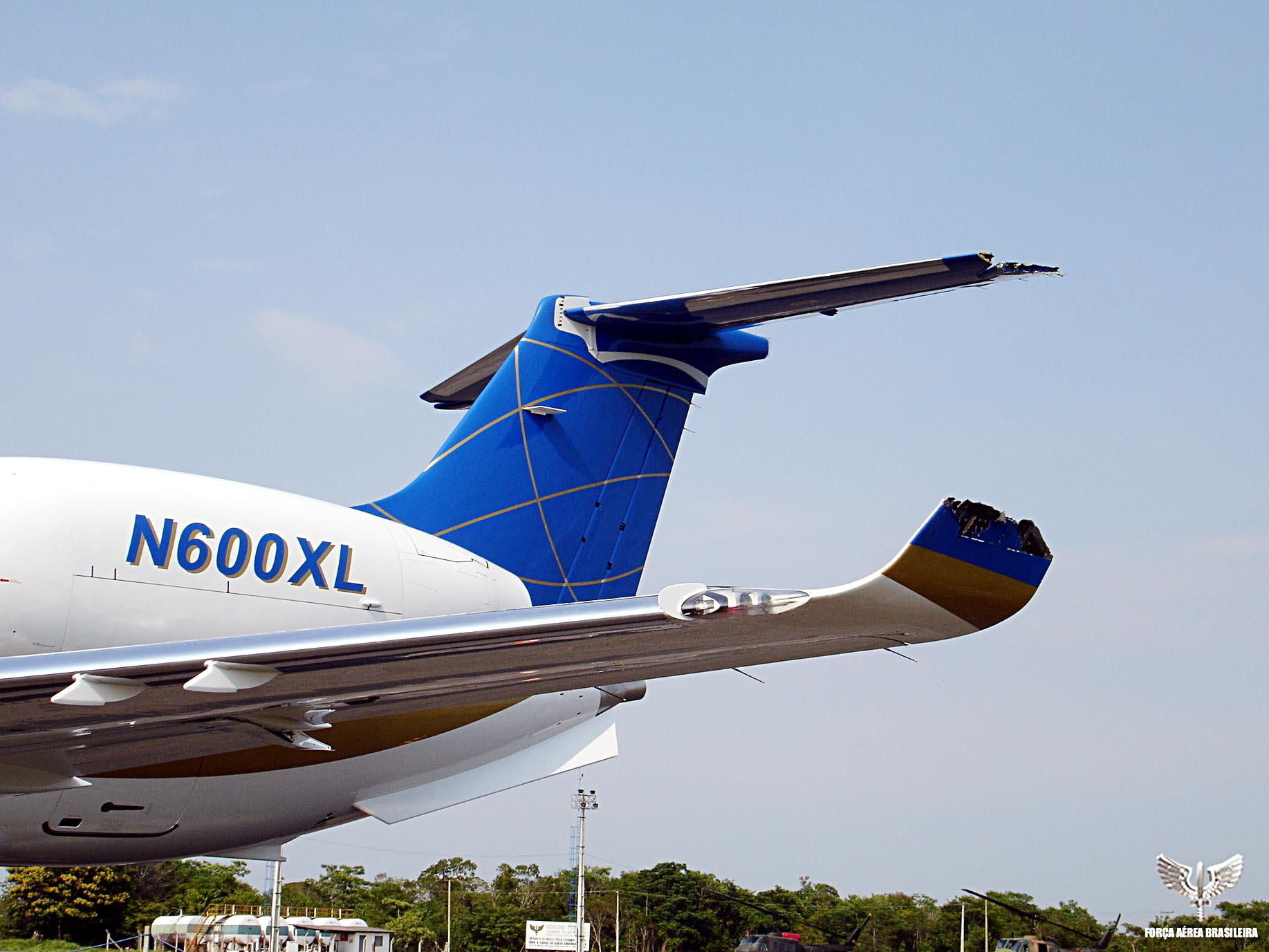
1907便と衝突した左翼

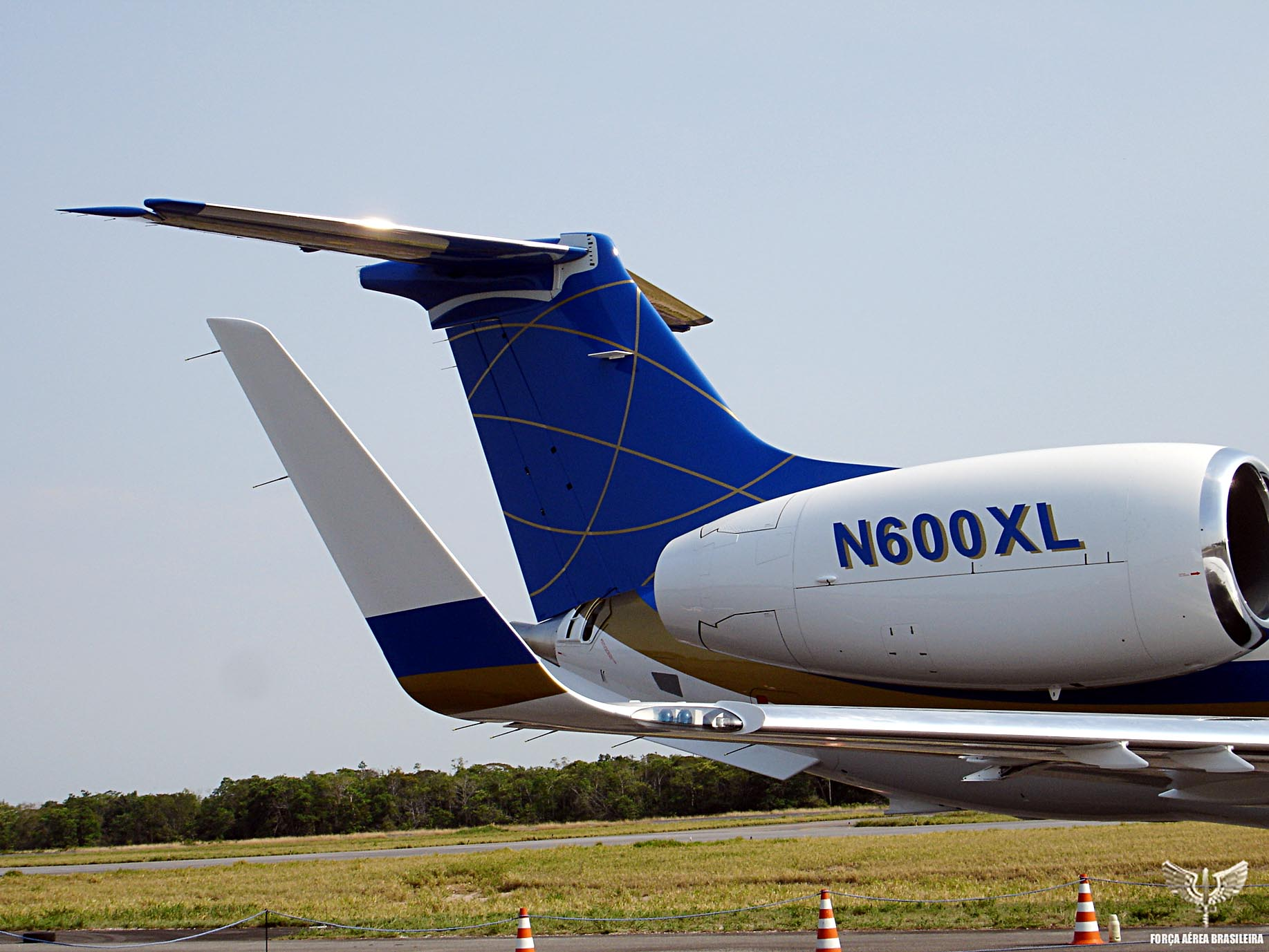
右翼（比較のため）

エンブラエル機は衝突の瞬間に自動操縦が解除され、ウィングレットと左水平尾翼を損傷した。レガシー600の経験が豊富な副操縦士が操縦を受け持ち、機長は通信を行った。しかし何故か通信ができず、付近を飛んでいたポーラエアカーゴ71便（ボーイング747貨物便）に通信を中継してもらった。その後、衝突地点から約160キロメートル離れたセラ・ド・カチンボにあるブラジル空軍基地に緊急着陸を行った。着陸の際は主翼を破損させないように着陸直前にフラップを少しだけ下げ、着陸と同時にフルブレーキをかけ、何とか停止した。
緊急着陸後、乗員はすぐにブラジル空軍とANAC（ブラジルの国立民間航空機関）のメンバーに勾留され、事情聴取を受けた。また二つのブラックボックスも回収され、カナダのオタワにあるカナダ運輸安全委員会（TSB）の研究所に送られた。
事故当初、ATCのレーダー上ではエンブラエル機が不規則に上昇下降しながら飛んでいるように記録されていたため「パイロットが新しい機体を自由気ままに操縦していたため、本来の高度を外れ空中衝突した」という報道がされた。しかしパイロットは「フライトプラン通りに37,000フィートを飛んでいた」と証言、ブラックボックスにも37,000フィートを飛んでいたことが記録されていた。また本来作動するはずの空中衝突防止装置（TCAS）が衝突前に一切警報を発していなかった。またフライトデータレコーダーの記録からトランスポンダが止まっていたことが判明、これによりエンブラエル機は「（トランスポンダからの信号で機能する）TCASが作動しない状態で飛行していたこと」と「管制塔はトランスポンダの情報を参照する二次レーダーではなく、旧型の一次レーダーで捕捉していたため正確な高度を捕捉できていなかったこと」が分かった。
2006年10月2日、エンブラエル機の機長と副操縦士は司法裁判所で裁判を受けた。裁判の中でパイロットエラーの可能性が否定できなかったため、パスポートは調査保留中（同年12月5日までのおよそ2か月間）取り消され、2人は過失致死容疑をかけられ勾留生活が続いた。
その後の裁判において、パイロットはトランスポンダをオンにしなかった理由を説明した。裁判の後、調査のためブラジルの当局が呼び出した際はブラジルに戻ることを約束する文書に署名して彼らはアメリカに帰国した。

## 残骸調査とデータの復元

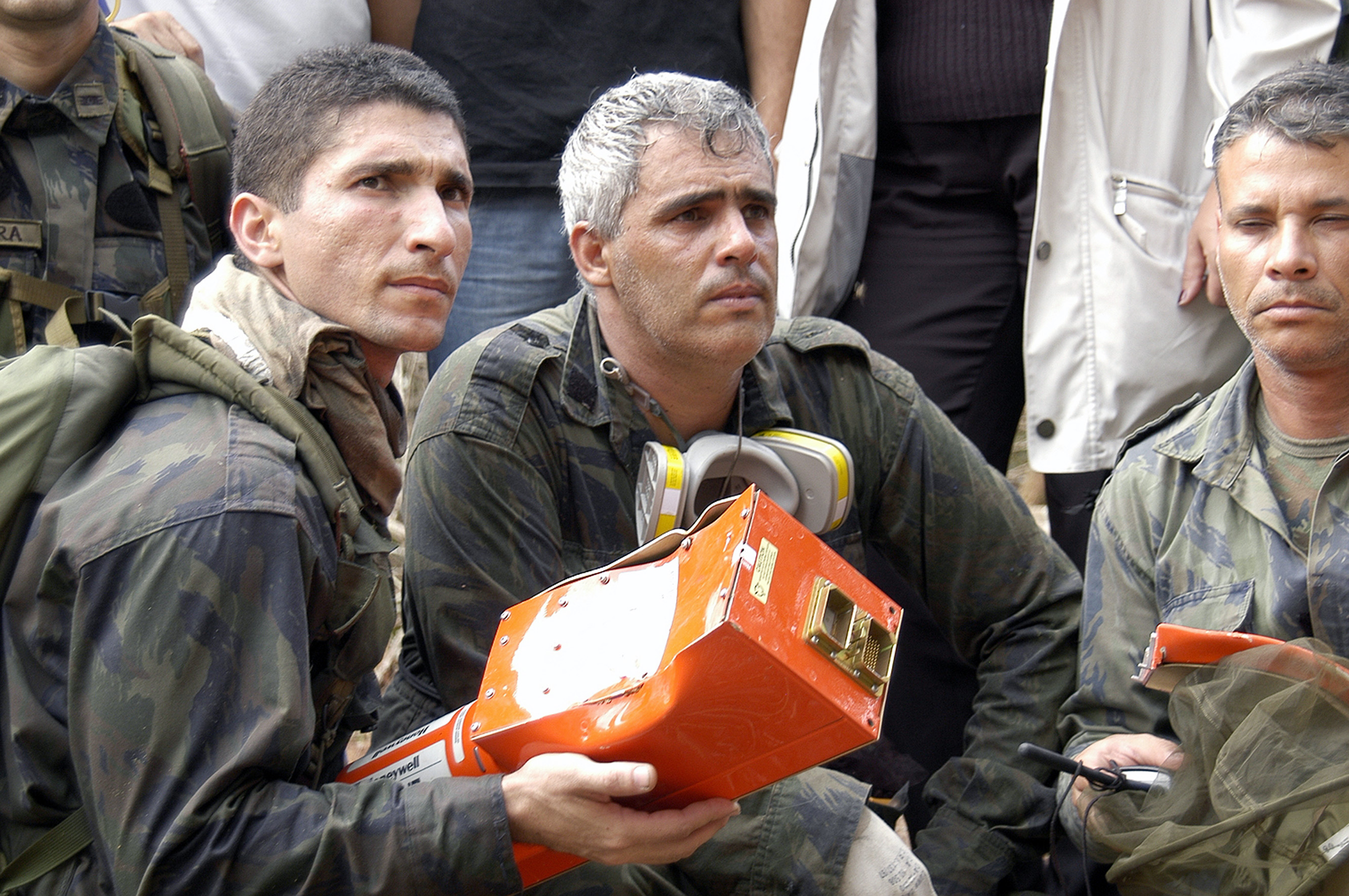
回収されたゴル機のフライトデータレコーダー

ブラジル空軍は墜落現場に5機の固定翼機と3機のヘリコプターと200人の調査隊を派遣した。また現場の森に精通したカヤポ族の人々による事故現場への道案内も受けた。最初は「5人の生存者が見つかった」という情報が出たが、その後誤報だったことが判明した。ブラジルの大統領であるルイス・イナシオ・ルーラ・ダ・シルバ（当時）は、国民は3日間喪に服すことを宣言した。

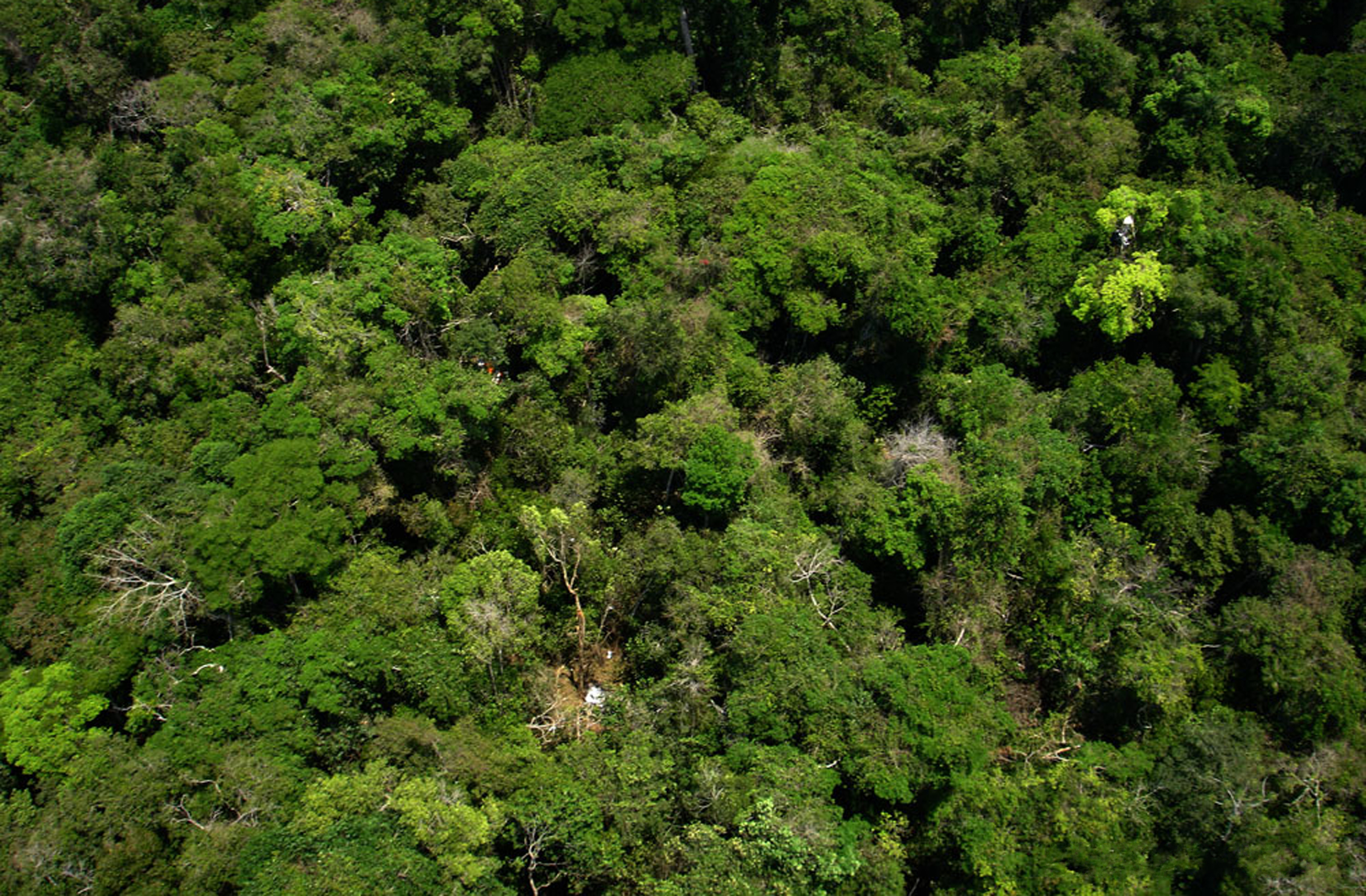
墜落現場

事故現場の残骸からフライトデータレコーダーと、コックピットボイスレコーダーが回収され、データ解析のためにカナダ運輸安全委員会に送られた。回収されたフライトデータレコーダーは正常だったが、ボイスレコーダーのメモリモジュールは衝撃で外れており、データの復元ができなかった。
ブラジル空軍は金属探知機を用いて約200人態勢で捜索を行い、約4週間後にメモリモジュールが発見された。モジュールは大きな損傷もなく、ほかの残骸から離れた位置で土の中に約20cm埋まった状態で発見された。メモリモジュールはカナダ運輸安全委員会に送られ、解析調査が行われた。

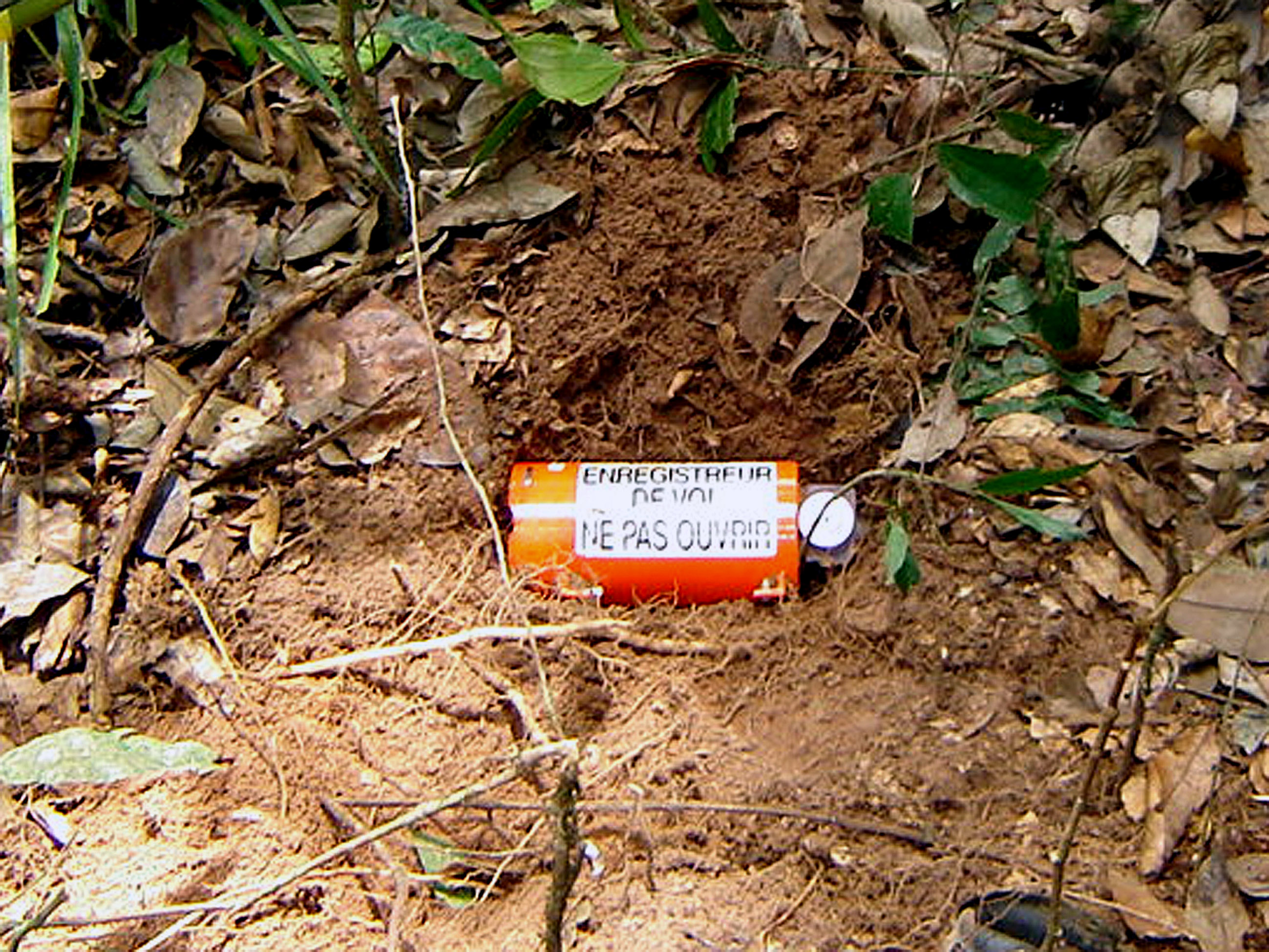
地面から掘り起こされたゴル機のメモリモジュール

10月4日、遺体輸送用のデ・ハビランド・カナダ DHC-5 バッファローが到着し、ブラジリアに向けて遺体の搬送が始まった。
回収チームは草木生い茂るジャングルの中での7週間にもわたる捜索の末に全員の遺体を回収し、2006年11月22日までにはDNA型鑑定により、すべての犠牲者の身元が特定された。

## 調査

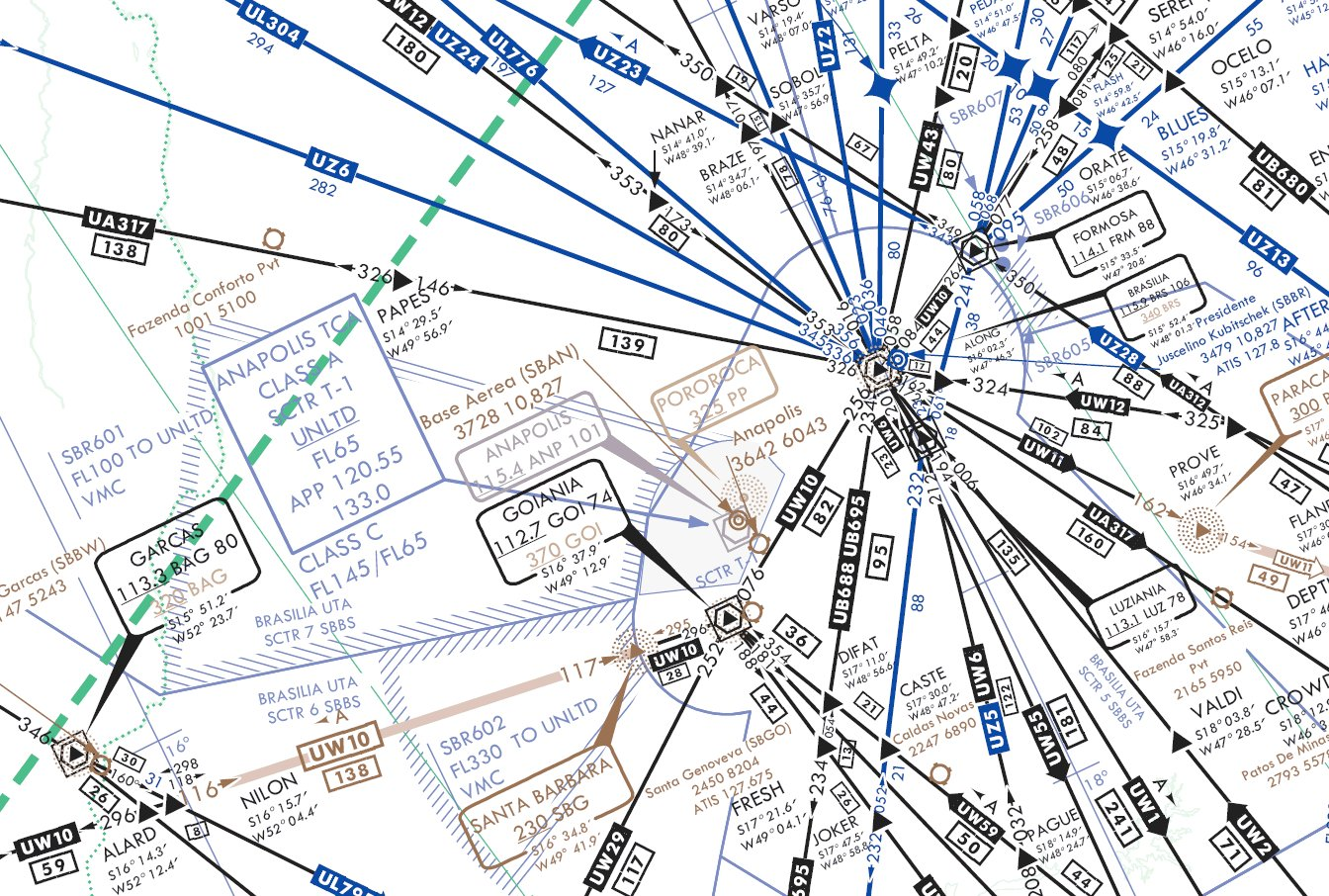
ブラジリアエリアのルートチャートのセクション

その後ブラジル空軍のCENIPA（航空事故調査予防センター）とアメリカ合衆国のNTSB（国家運輸安全委員会）が原因調査を行った。またNTSBはICAO附属書13の規定に基づき、アビオニクスの調査を担当した。
ブラックボックスと通信記録が得られた後、調査官は、なぜTCASなど最新の安全装置を備えた2機の現代機が、空中衝突という最悪のシナリオに至ったかを調べ始めた。まず、エンブラエル機のパイロットと航空管制官にインタビューをしながら、飛行経路の確認を行った。
エンブラエル機が提出したフライトプランは、まず高度FL370に上昇し、Brasilia VORを過ぎて航空路UZ6に入るところでFL360に降下し、その先のTERESでFL380まで上昇し、NABOLに向かうことになっていた。

### エンブラエル機の通信記録
現地時間15:51、エンブラエル機のパイロットは120.05MHzでブラジリアセンターと交信を行った。
N600XL:Brasilia, November six hundred X-ray Lima, level... flight level three seven zero, good afternoon.
（ブラジリアセンター、こちらはN600XL、高度は…フライトレベル370で飛行中です。こんにちは。）
ATC:November six zero zero X-ray Lima, squawk ident, radar surveillance.
（N600XL、トランスポンダをIDENTモードに設定願います。レーダーで捕捉しています。）
N600XL:Roger.
（了解。）
これが衝突前のブラジリアセンターとの最後の交信となった。

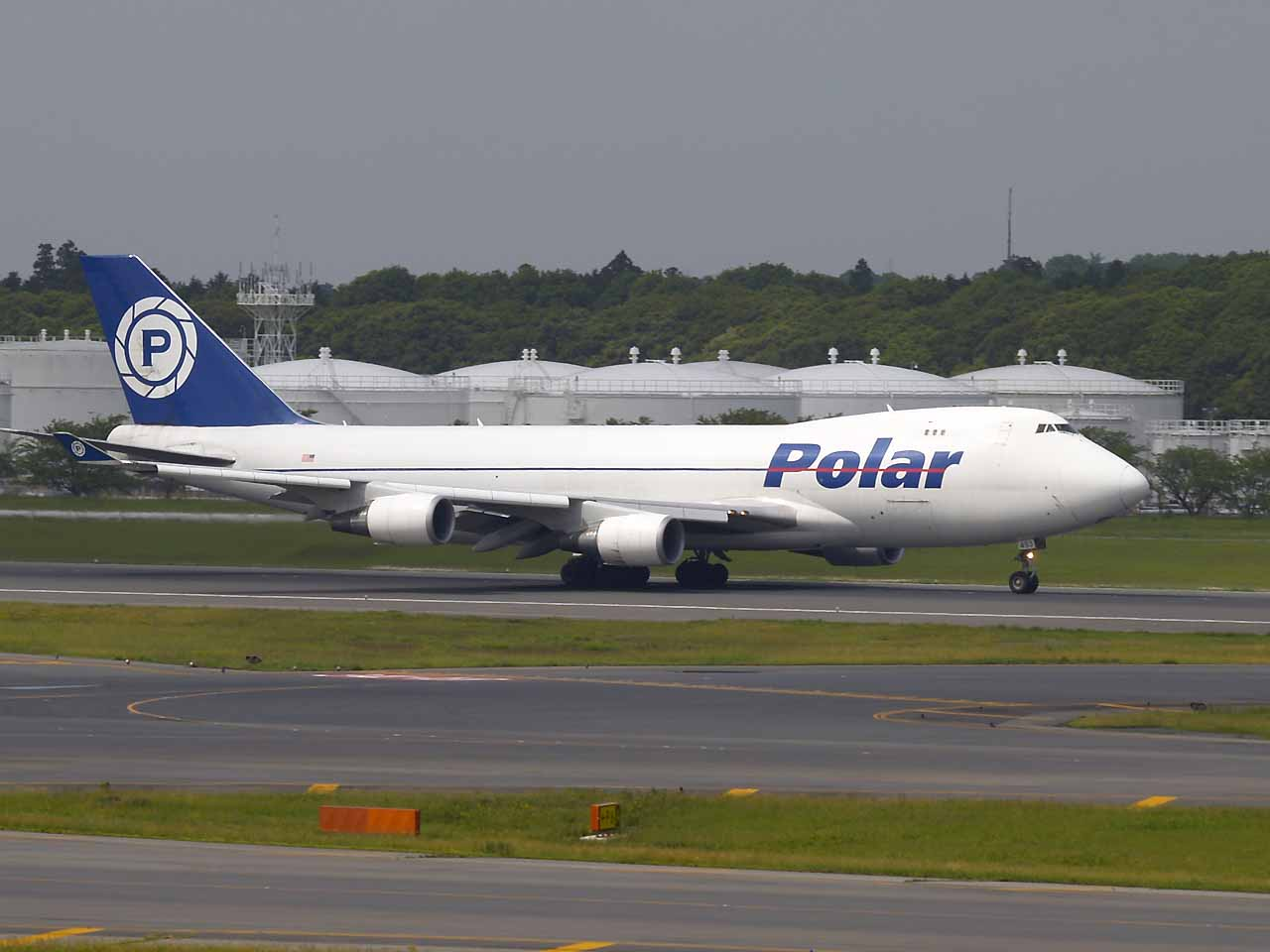
通信が不自由なエンブラエル機の中継を担当したポーラエアカーゴの747（写真は同型機）

エンブラエル機はセンターと通信した4分後にBrasilia VORを通過したにもかかわらず降下しなかった。管制官は気が付かず、またパイロットもFLの変更を要求しなかった。
Brasilia VORを過ぎて7分後の16:02にレーダー上の高度表示がトランスポンダの応答がない場合の表示に切り替わり、レーダー上には現在の飛行高度であるFL370ではなく、予定高度（この場合はFL360）が表示された。しかし管制官はこのことに気が付かず、なにも言及しなかった。
16:24になってセンターはエンブラエル機を呼び出したが応答がなく、8分間に7回呼び出したが応答はなかった。この時点でレーダーの機影が断続的となり、16:38にレーダーから完全に消えた。
その10分後にエンブラエル機のパイロットがブラジリアセンターを呼び始め、12回繰り返したが応答はなかった。
16:53:39に僅かにつながったので、センターは123.32MHzまたは126.45MHzで交信するよう求めたが、この時雑音が混じり始め、肝心な周波数の部分が聞き取れなかった。エンブラエル機のパイロットは更に7回センターを呼んで通信周波数の確認を求めたが、通信状態は依然として悪いままで、7回目の呼び出しのあとに衝突した。
エンブラエル機は激突した後に通信をしようとしたが通じなかった。そのため付近を飛んでいたポーラエアカーゴに中継してもらい、緊急着陸の旨を伝えた。

### ゴル機の通信記録
1907便の通信はいたって普通であった。実際はエンブラエル機が同高度を飛んでいたが、レーダー上には予定高度であるFL360と表示されていたため、警告はされなかった。

## 安全勧告と最終報告
2007年5月2日、NTSBは中間報告書とともに安全勧告書を発行した。NTSBは「トランスポンダが停止されても警報が鳴らず、小さく白い文字で表示されるだけのエンブラエルのアビオニクスの設計に問題がある」と指摘した。
事故から2年以上たった2008年12月10日、CENIPAは最終報告書を発行した。またNTSBはCENIPAのレポートを受けて、独自の報告書を発行した。
CENIPAとNTSBのレポートには違いがあり、CENIPAの報告書は「両機のパイロットは適切に行動したが、管制ミスにより衝突コース上にいた」と結論付けたのに対し、NTSBは「ATCシステム、およびエンブラエル機のパイロットによって衝突は引き起こされた」と強調した。またNTSBは、エンブラエル機のパイロットとATCのコミュニケーションに問題があったと結論付けた。

## その後
この事故により、ブラジルの民間航空のインフラに対する安全性の懸念が大きくなり始めた。ブラジルは軍が航空管制を行っている上に、機材も古く、パイロットの負担も大きかった。
また、報告書では管制ミスが焦点にされていたが、それにより管制官のストレスが増加し、労働関係が悪化した。この事故を受け、管制官たちは現場の過剰な負荷を訴えるため、「残業の徹底拒否」「1人あたりの同時担当航空機数を国際ルールの14機までとする」といったいわゆる「遵法闘争」が繰り広げられた。
その結果、大規模なハンガー・ストライキによるフライトの遅れやキャンセル、国防大臣の辞任騒動にまで発展した。
2011年5月16日、ムリロ・メンデス連邦判事はエンブラエル機のパイロット2人に対して、懲役4年4か月の判決を言い渡した。
そのほか、当時管制業務を行っていた管制官4人も起訴された。トランスポンダの製造元であるハネウェルと遺族の訴訟も行われたが、トランスポンダは正常に動いていたとされた。

## 映像化
- メーデー!:航空機事故の真実と真相 第5シーズン第10話「PHANTOM STRIKE」

番組内では事故原因として以下の見解を示している。
事故の発端は、エンブラエル機の通信システムの不具合としている。この不具合への対応の際に新型機の計器操作に不慣れな操縦士が、当人の気が付かないうちにトランスポンダを停止させた。また、エンブラエル機の計器レイアウトがトランスポンダの誤操作を誘発しやすい位置にあったことと、他の機能と連動していなかったために、誤操作に気が付き難い仕様となっていた。その上、通信トラブルを抱えていたために外部からミスを知ることが出来ず、たとえ通信出来たとしても当地の管制を担当していたブラジル空軍の練度が低く、管制システムが高度を自動更新する他所では採用していない独自なシステムだったことも災いし、トランスポンダ停止の警告に気付かない管制官はそのままの高度を飛行するよう指示すると考えられた。エンブラエル機とゴル機が同じ高度で飛行する形となった結果、両機は空中衝突し、損傷が翼端のウィングレットだけで済んだエンブラエル機は緊急着陸できたものの、主翼の大部分を損傷したゴル機は損傷に耐えきれず空中分解して墜落した。
ただし番組内では、実際に操縦士がトランスポンダ誤操作等を行ったかどうかについては不明としている。

## 備考
- この事故報道で、当初地元ブラジルのCBNラジオが、マナウスで開催された展示会から帰途についていた日本の二輪車メーカー・ヤマハ発動機の関連会社の社員が少なくとも20名が搭乗していたと報じたため、当初在ブラジル日本大使館やヤマハ本社が確認に追われたが、後に誤報と判明した。
- エンブラエル機に乗っていたシャーキー記者は当初空中衝突と考えておらず、エンブラエル機の機長を賞賛するような発言をしたため、シャーキーのブログが炎上する騒ぎとなった。